# إيرد
إيرد Érd Hungarian: ‎[eːrd]‏ (بالألمانية: Hanselbeck) (بالكرواتية: Andzabeg) هي مدينة في مقاطعة بشت، منطقة العاصمة بودابست، في المجر.

## التاريخ
إيرد هي منطقة مأهولة بالسكان منذ العصور القديمة. تشير النتائج الأثرية إلى أن رجال ما قبل التاريخ عاشوا فيها قبل 50000 عام.
تم ذكرها للمرة الأولى في الوثائق عام 1243. يأتي الاسم إما من كلمة erdő («الغابة») أو من ér («التدفق»).
أثناء الحكم العثماني للمجر، استولى الأتراك على إيرد في عام 1543، بعد سقوط قلعة سيكشفهيرفار. بنى الأتراك فيها مسجد وقلعة موت. في تلك الأوقات كان المكان يسمى Hamzsabég (Hamzabey). في عام 1684، هزم جيش بقيادة تشارلز الخامس دوق لورين الأتراك بالقرب من إيرد.
في عام 1776، أصبحت بلدة. في أوائل القرن العشرين، أصبحت Érd ملكًا لعائلة كارولي. نمت المدينة، لكنها ظلت مدينة زراعية بشكل أساسي حتى عام 1972، عندما تم بناء العديد من المرافق الجديدة ونمت القيمة السياحية لـ Érd.
كانت Érd هي أسرع المناطق نمواً في المجر بين تعدادات 1991 و 2001 (بزيادة 30.6 ٪). في 7 نوفمبر 2005 قرر البرلمان منح «إيرد» رتبة مدينة تتمتع بحقوق مقاطعة اعتبارًا من تاريخ انتخابات المجلس القادمة في خريف عام 2006.

## المواصلات
يتم تشغيل النقل الجماعي بواسطة Volánbusz ، مع خمسة خطوط حافلات. تصلها الكثير من الحافلات إلى المدن القريبة، مثل Sóskút و Pusztazámor و Százhalombatta وبودابست.

## المناظر السياحية
- المتحف الجغرافي المجري، الذي أسسه الجغرافي العالم دينيس بالاز
- كنيسة القديس ميشيل
- مئذنة Érd التركية (القرن السابع عشر؛ واحدة من ثلاثة مآذن فقط في البلاد)
- بقايا الطريق الروماني القديم
- وادي Fundoklia وما به من الأنواع النباتية النادرة

## التركيبة السكانية
السكان حسب الجنسيات:
- المجريون - 93.4 ٪
- روماني - 1 ٪
- الألمان - 0.6 ٪
- آخرون - 0.8 ٪
- لا إجابة، غير معروف - 4.2 ٪

السكان حسب الطوائف:
- الروم الكاثوليك - 49.2 ٪
- كالفين - 14.2 ٪
- الكاثوليكية اليونانية - 2.2 ٪
- اللوثرية - 1.8 ٪
- آخرون (مسيحيون) - 1.5 ٪
- آخرون (غير مسيحيين) - 0.2٪
- ملحدون - 16.5 ٪
- لا إجابة، غير معروف - 14.3 ٪

## السياسة
العمدة الحالي لـ Érd هو László Csőzik (مستقل).
يتكون المجلس البلدي المحلي الذي تم انتخابه في انتخابات الحكومة المحلية لعام 2019 من 18 عضوًا (1 رئيس بلدية و12 دائرة انتخابية فردية و5 أعضاء في قائمة التعويضات) مقسمون إلى الأحزاب السياسية والتحالفات التالية:
| الحزب | الحزب                  | مقاعد | الجمعية البلدية الحالية | الجمعية البلدية الحالية | الجمعية البلدية الحالية | الجمعية البلدية الحالية | الجمعية البلدية الحالية | الجمعية البلدية الحالية | الجمعية البلدية الحالية | الجمعية البلدية الحالية | الجمعية البلدية الحالية | الجمعية البلدية الحالية | الجمعية البلدية الحالية |
| ----- | ---------------------- | ----- | ----------------------- | ----------------------- | ----------------------- | ----------------------- | ----------------------- | ----------------------- | ----------------------- | ----------------------- | ----------------------- | ----------------------- | ----------------------- |
|       | ائتلاف المعارضة        | 11    | M                       | M                       | M                       | M                       | M                       | M                       | M                       | M                       | M                       | M                       | M                       |
|       | Fidesz - KDNP - الوحدة | 6     | F                       | F                       | F                       | F                       | F                       | F                       |                         |                         |                         |                         |                         |
|       | V.É.D.                 | 1     | V                       |                         |                         |                         |                         |                         |                         |                         |                         |                         |                         |

## قائمة الأشخاص البارزين
- آدم زابو (مواليد 1992)، مغني
- فيرينك ميكيتس (1876-1924)، سياسي، وزير مالية سابق في الجمهورية المجرية السوفيتية.
- رودولف باب (مواليد 1989)، رسام.

## العلاقات الدولية

### المدن التوأم - المدن الشقيقة
Érd على علاقة توأمة مع:
| مدينة    | بلد             |
| -------- | --------------- |
| بوينتون  | المملكة المتحدة |
| Reghin   | رومانيا         |
| Lubaczów | بولندا          |
| سوتشو    | الصين           |

## روابط خارجية
- الموقع الرسمي
 باللغة المجرية
- التصوير الجوي: Érd